# Złotowski
Złotowski là một huyện thuộc tỉnh Wielkopolskie của Ba Lan. Huyện có diện tích 1660 km². Đến ngày 1 tháng 1 năm 2011, dân số của huyện là 68791 người và mật độ 41 người/km².